# 広島記念病院
広島記念病院（ひろしまきねんびょういん）は、国家公務員共済組合連合会が広島県広島市中区に設置する病院。地域医療支援病院等に指定されている。

## 沿革
- 1947年12月-在外同胞援護会で発足。
- 1950年8月- 外務省所管在外同胞援護会から非現業共済組合へ移管（病床数44床）
- 1961年12月-総合病院の許可を得る。 [1]

## 診療科

### 診療科等
- 消化器センター
- 内科
- 外科
- 総合診療科
- 腹水治療センター
- 排便機能外来
- 乳腺外科
- 婦人科
- 眼科
- 耳鼻咽喉科
- 泌尿器科
- 皮膚科
- 放射線診断科
- 麻酔科
- 病理診断科 [2]

### 医療サポート部門
- 内視鏡センター
- 手術室
- 外来治療室
- 人間ドック・健診
- 看護部
- 薬剤部
- 中央検査科
- 放射線科
- ME科(臨床工学科)
- リハビリテーション科
- 栄養科
- 医療安全管理課
- 患者相談支援室
- 地域連携室 [2]

### 医療チーム等
- 感染対策チーム(ICT)
- 栄養サポートチーム(NST)
- 褥瘡対策チーム
- 緩和ケアチーム [2]

## 医療機関の指定・認定
（下表の出典）
| 保険医療機関                                             | 原子爆弾被害者一般疾病医療機関           |
| 労災保険指定医療機関                                     | 母体保護法指定医の配置されている医療機関 |
| 指定自立支援医療機関（精神通院医療）                     | 地域医療支援病院                         |
| 身体障害者福祉法指定医の配置されている医療機関           | 臨床研修病院                             |
| 生活保護法指定医療機関                                   | 肝疾患診療連携拠点病院                   |
| 指定養育医療機関                                         | 特定疾患治療研究事業委託医療機関         |
| 難病の患者に対する医療等に関する法律に基づく指定医療機関 | 在宅療養後方支援病院                     |
| 戦傷病者特別援護法指定医療機関                           | DPC対象病院                              |
| 原子爆弾被害者指定医療機関                               |                                          |

- 救急告示病院（二次救急）[4]
- 公益財団法人日本医療機能評価機構認定病院[5]
- このほか、各種法令による指定・認定病院であるとともに、各学会の認定施設でもある。

## アクセス
- 広島バスセンターから徒歩約10分[6]
- 「広島駅」より車で約12分（3.2km）[6]
- 「西広島駅」より車で約10分（2.5km）[6]
- 広島電鉄[6]
  - 「本川町停留場」から徒歩1分（100m）
  - 「十日市停留場」から徒歩5分（400m）
  - 「土橋停留場」から徒歩6分（500m）
- 広島交通バス・広島電鉄バス「本川町」停留所から徒歩1分(100m) [7]